# Pong

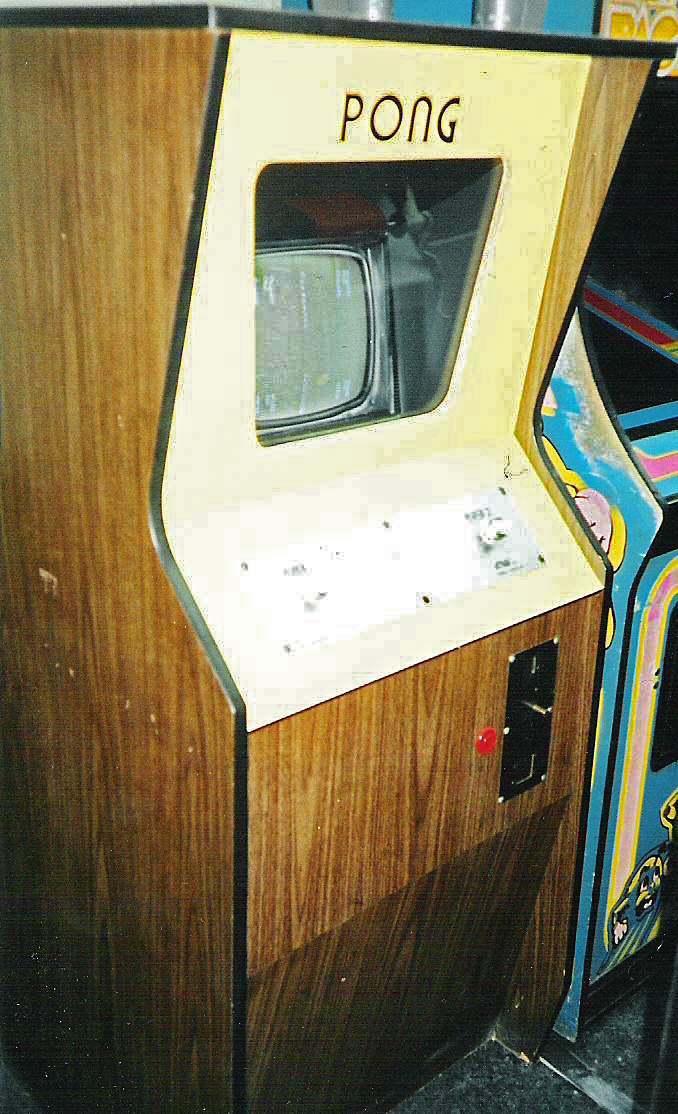
Arcade-Automat mit Pong

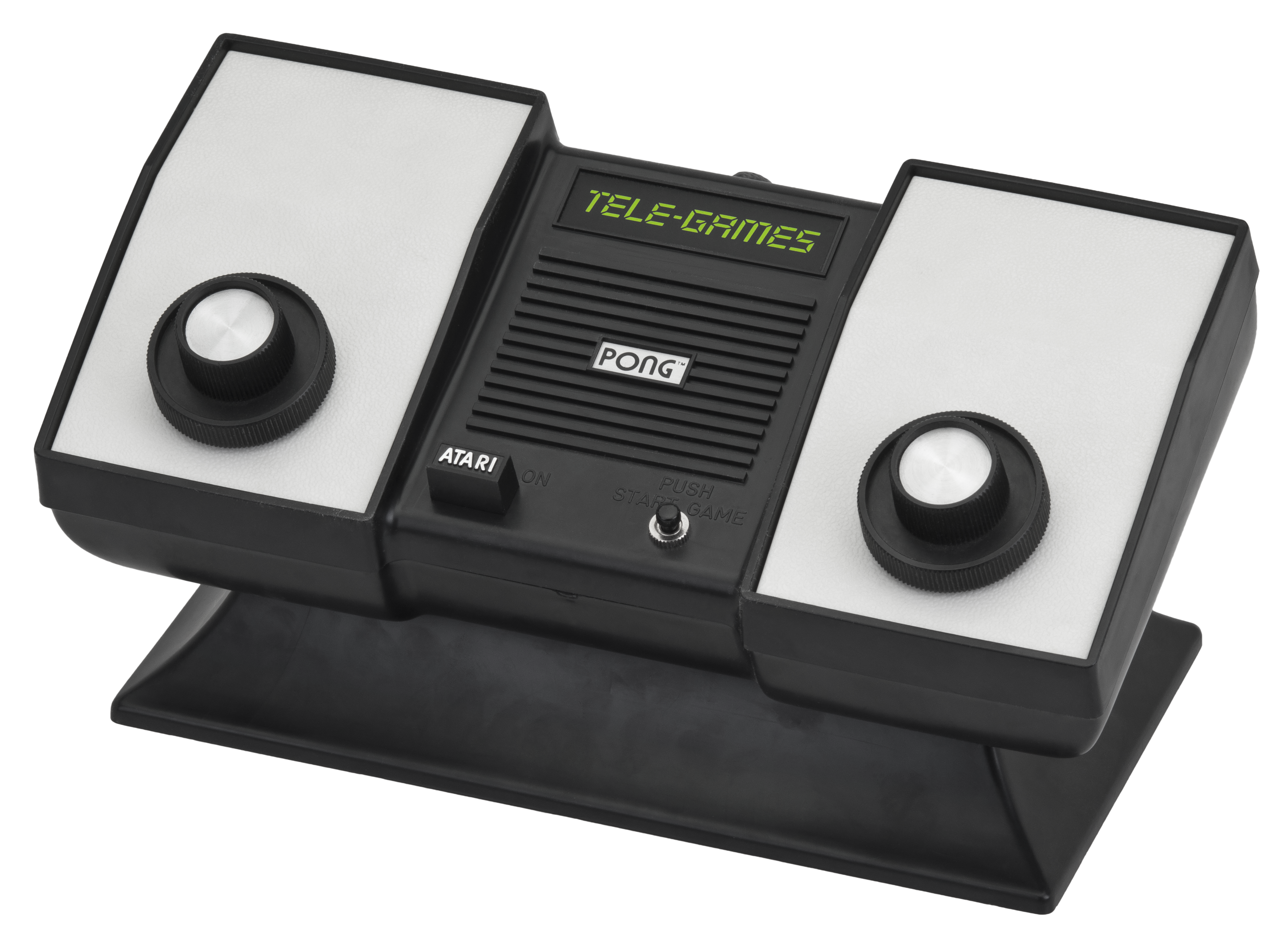
Eine Konsole der Atari-Home-Pong-Serie von Atari

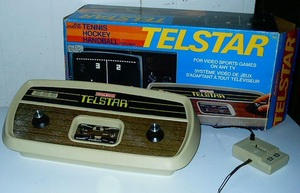
Coleco Telstar, eine der zahlreichen Pong-Konsolen für zu Hause

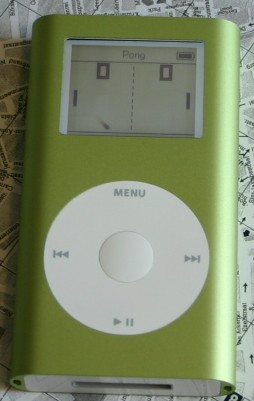
Pong auf einem iPod

Das 1972 von Atari veröffentlichte Pong wurde zum ersten weltweit beliebten Videospiel und in den 1970er Jahren zunächst auf Geräten in Spielhallen bekannt. Es gilt als Urvater der Videospiele, obgleich schon zuvor Videospiele entwickelt worden waren.

## Das Programm
Das Spielprinzip von Pong ist simpel und ähnelt dem des Tischtennis: Ein Punkt („Ball“) bewegt sich auf dem Bildschirm hin und her. Jeder der beiden Spieler steuert einen senkrechten Strich („Schläger“), den er mit einem Drehknopf (Paddle) nach oben und unten verschieben kann. Lässt man den „Ball“ am „Schläger“ vorbei, erhält der Gegner einen Punkt. Das programmtechnisch aufwändigste an Pong war die Anzeige des aktuellen Punktestandes. Da das Originalspiel nie von der USK geprüft wurde, ist in Deutschland die originale Version formal freigegeben ab 18 Jahren. Dies gilt jedoch nicht für die Version von 1999, die „ohne Altersbeschränkung“ freigegeben wurde.

## Geschichte
Ralph Baer gilt als „Vater der Videospiele“ und als ein Eckpfeiler der Videospielindustrie. 1966 entwickelte er den Prototyp der ersten Konsole überhaupt, die sogenannte „Brown Box“, welche an jedes handelsübliche Fernsehgerät angeschlossen werden konnte. Das Gerät enthielt unter anderem ein Verfolgungs- und ein Tennisspiel.
Im Frühjahr 1972 präsentierte in Burlingame, Kalifornien die Firma Magnavox ihre von Ralph Baer entwickelte Magnavox Odyssey, die erste kommerzielle Spielkonsole. Bei dieser Präsentation spielte Nolan Bushnell zum ersten Mal dieses Ping-Pong Spiel. Als Bushnell wenig später Atari gründete, beauftragte er seinen noch neuen Angestellten Allan Alcorn, zu Übungszwecken ein Ping-Pong-Spiel zu erstellen. Wie sich herausstellte, machte das Ping-Pong-Spiel so viel Spaß, dass Bushnell sich entschied, es zu veröffentlichen. Da der Begriff Ping Pong bereits geschützt war, einigte man sich darauf, das Spiel ganz einfach Pong zu nennen.
Als Magnavox von Pong erfuhr, informierten sie Atari darüber, dass für das Spielprinzip bereits Patente bestanden. Vor Gericht konnte Magnavox beweisen, dass Bushnell im Frühjahr 1972 deren Ping-Pong-Spiel gesehen und gespielt hatte. Ein Eintrag Bushnells im Gästebuch von Magnavox untermauerte deren Beweisführung. Atari wurde zur Zahlung von $700.000 zur Nutzung der Patente von Magnavox verurteilt. Für Atari war das jedoch eine gute Investition, da man bis 1983 weit über 8000 Pong-Münzautomaten verkaufte.
Der Pong-Automat basierte nicht auf einem Mikroprozessor mit einem Programm, sondern auf einem festverdrahteten, teils digitalen, teils analogen Schaltkreis – er war daher kein Computer. General Instrument stellte später für Konsolen den IC AY-3-8500 her (Pong-on-a-Chip).
Um 1974 kam in Wels, Oberösterreich, in einer Spielhalle ein erster Pong-Automat in Säulen-Tischfom mit je einem Drehknopf für 2 Spieler auf. Der gewölbte s/w-Röhrenbildschirm lag unter einer horizontalen Glasplatte.
Im Sommer 1975 präsentierte Atari auf der Consumer Electronics Show (CES) eine Heimversion von Pong. Die Spielkonsole stieß auf wenig Interesse, da das Odyssey von Magnavox sich nur mäßig verkauft hatte und dessen Produktion bereits 1974 eingestellt worden war.
Kurz nach der CES bekundete Tom Quinn, Einkäufer bei Sears, Interesse an Pong. Die Verhandlungen mit Atari endeten damit, dass Sears die alleinigen Vermarktungsrechte erhielt und Atari bis zum Weihnachtsgeschäft 150.000 Einheiten der Pong-Konsole liefern sollte.
Das Weihnachtsgeschäft wurde ein voller Erfolg und die Pong-Konsole sowie diverse Nachbauten wie der Ameprod TVG-10 blieben bis Ende der 1970er Jahre erfolgreich, in Europa bis Anfang der 1980er Jahre.
1977 kam die Videospielkonsole Atari 2600 auf den Markt. Mit ihr erschien das Spielmodul Video Olympics, welches auch unter dem Namen Pong Sports von Sears Roebuck veröffentlicht wurde. Es enthielt zahlreiche Pong-Varianten, die teilweise auch als Stand-Alone-Konsole (s. o.) erhältlich waren.
Aus Pong hat sich die Variante Breakout entwickelt. In Computerspielen wie Commander Keen (dort unter dem Namen „Paddle War“) hat Pong sein Nischendasein gefunden.
In der Arcade-Grundversion können nur zwei Spieler gegeneinander spielen. Später gab es auch Versionen mit einem Computergegner. Im September 1973 erschien Pong Doubles, das erste Spiel für gleichzeitig vier Spieler.
Ab 1977 spielte Pong auch im deutschen Fernsehen in der Sendung Telespiele eine wichtige Rolle.
Es gab/gibt verschiedene Variationen und Adaptionen des Spiels; neben den Umsetzungen für nahezu alle Computer- und Betriebssysteme sind drei Varianten besonders hervorzuheben:
- Die DDR-Version der Spielkonsole war das Bildschirmspiel 01.
- Die Painstation ist eine Pong-Variante, die den Spielern verschiedenartige Schmerzen zufügt.
- Im Projekt Blinkenlights (2001) konnte Pong auf einer Hausfassade gespielt werden, gesteuert per Mobiltelefon.

Ende Februar 2012 gab Atari bekannt, dass eine neue Version von Pong anlässlich seines 40. Geburtstages für eine Nutzung unter iOS neu herausgebracht werden soll. Hierzu konnten unabhängige Entwickler bis zum 31. März 2012 Vorschläge einreichen. Für den Gewinner wurde eine Prämie von 100.000 US-Dollar ausgelobt.
Pong gehörte zur zweiten Riege von Computerspielen, die das Museum of Modern Art am 28. Juni 2013 in seine Dauerausstellung aufnahm.

## Spielkonsolen

### Atari Home Pong
Im Laufe der 1970er Jahre veröffentlichte Atari mit Sears nach und nach Spielkonsolen, auf denen verschiedene Varianten von Pong vorinstalliert waren. Diese wurden allesamt mit der Vorbezeichnung Home Pong vermarktet, außer das erste Modell der Serie, dessen komplette Bezeichnung Home Pong ohne Nachbezeichnung ist.

### Weitere Spielkonsolen
Es existieren zahlreiche weitere Spielkonsolen, auf denen die verschiedensten vorinstallierten Varianten von Pong, häufig unter anderen Namen, enthalten sind. Die meisten davon wurden mit dem AY-3-8500 von General Instrument gebaut. Diese Konsolen waren insbesondere in der ersten Konsolengeneration populär. Eine Aufzählung stationärer Spielkonsolen der ersten Konsolengeneration kann in der Liste festverdrahteter Heimvideospielkonsolen eingesehen werden.

## Pong on a Chip
General Instruments entwickelte und produzierte den oben erwähnten AY-3-8500-Schaltkreis, der es ermöglichte, das gesamte Spiel mitsamt Varianten auf einem Chip unterzubringen. Er wurde zum Beispiel in der polnischen Konsole Ameprod TVG-10 verbaut. Auch die DDR importierte den Schaltkreis und verbaute ihn in dem BSS 01.
Auch im Ostblock beobachtete man diese Entwicklung genau. Im Gegensatz zur DDR entwickelte die UdSSR mit dem K145IK17 einen eigenen Schaltkreis. Diesen Weg ging 1980 auch die ČSSR mit den Chips MAS 601, MAS 602 und MAS 603.

## „Petri-Pong“
2022 berichteten Forschende über die Schaffung eines künstliches neuronales Netzes per Peptid-Computer in einer Petrischale. Die organische Recheneinheit habe demnach fünf Minuten eigenständig das Pong-Spiel demonstriert.

## Trivia
Im November 1975 veröffentlichte die Fachzeitschrift elektor eine einfache Nachbauanleitung für Hobbyelektroniker unter dem Namen TV-Tennis.
In der von Thomas Gottschalk moderierten Fernsehsendung Telespiele (1977–1981) war Pong eines der Hauptspiele. Anstelle von Controllern mussten die Kandidaten jedoch ihre Stimme oder Musikinstrumente einsetzen, um die Schläger am Rand des Bildschirms zu bewegen.